# Macrobunus chilensis
Macrobunus chilensis là một loài nhện trong họ Amaurobiidae.
Loài này thuộc chi Macrobunus. Macrobunus chilensis được Eugène Simon miêu tả năm 1889.